# 렙토클레이두스
렙토클레이두스(Leptocleidus)는 백악기 전기에 살던 플레시오사우루스류의 수장룡이다. 크기가 3 m (9.8 ft)에 불과했으며, 속명의 뜻은 '가느다란 쇄골'이다.

## 특징

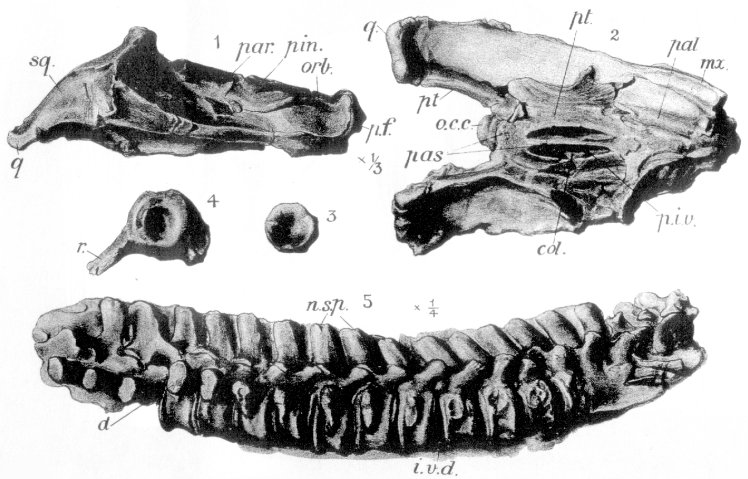

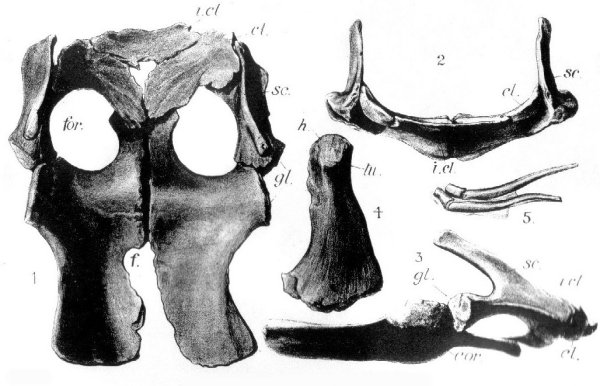
렙토클레이두스의 다양한 부위의 화석 조각들

큰 쇄골과 작은 견갑골을 지닌 렙토클레이두스는 초기 로말레오사우루스와 여러 면에서 유사하다. 상악 양쪽에 21개의 치아가 있었고, 하악 양쪽에 약 35개의 치아가 있었다. 삼각형 모양의 두개골에는 코 끝의 능선에서 비강 부위까지 이어지는 볏이 있었다. 머리가 하나인 경추를 갖고 있으며 목 척추의 중심이 함몰되어 있다.

## 서식지

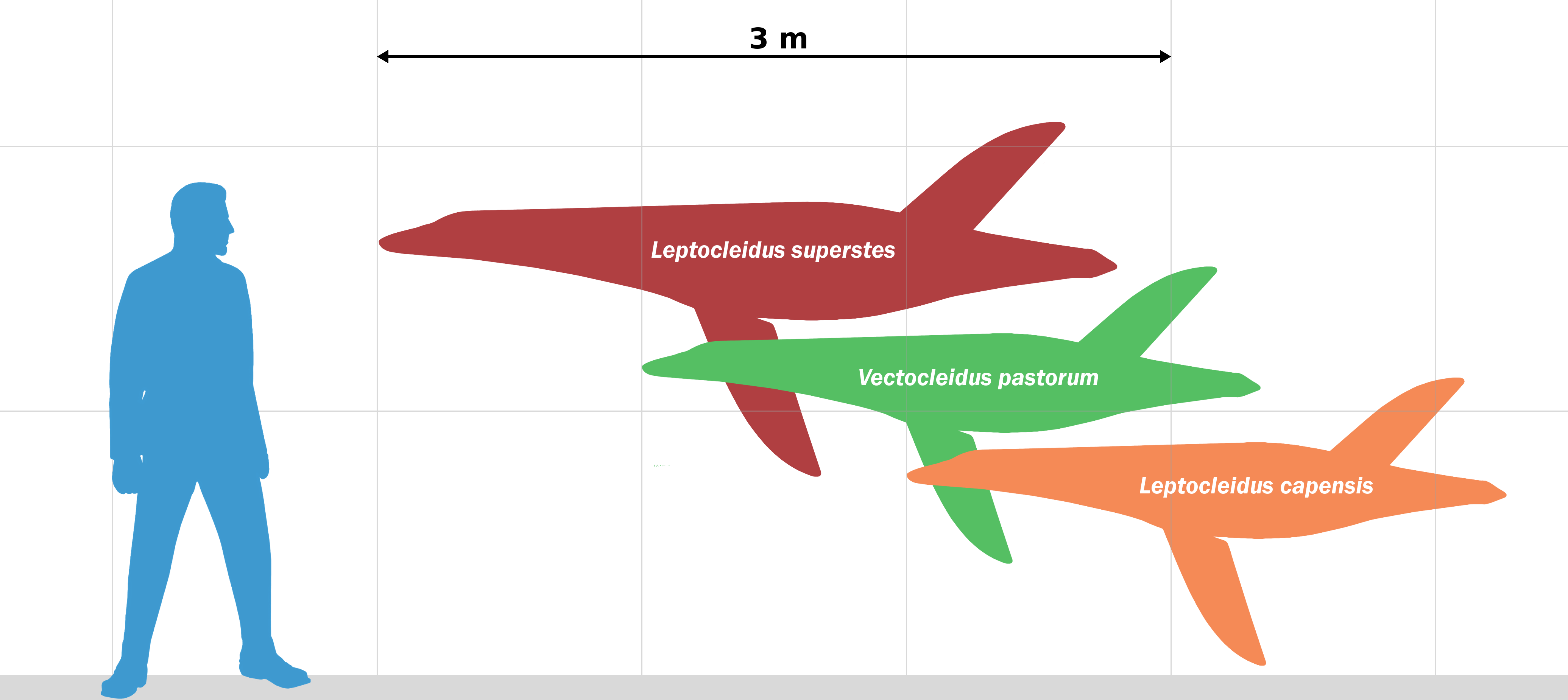
인간과의 크기 비교

주로 얕은 석호에서 살았으며 기수 및 담수로 자주 이동했을 가능성이 높다. 이것은 자신보다 큰 수장룡과 플리오사우루스를 피하려는 시도라고 학자들은 추론했다. 대부분의 화석 표본은 영국에서 발견되었지만 몇몇은 남아프리카 공화국에서도 발견되었다.